# Distretto di Jafarabad
Il distretto di Jafarabad è un distretto del Belucistan, in Pakistan, che ha come capoluogo Jafarabad. Nel 1998 possedeva una popolazione di 432.817 abitanti.